# Mihri Müşfik Hanım

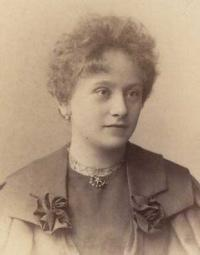
Mihri Müşfik Hanım in den 1910er Jahren

Mihri Müşfik Hanım, auch Mihri Açba oder Mihri Rasim (* 26. Februar 1886 in Istanbul; † 1954 in New York City), war eine türkische Künstlerin. Sie gilt als eine der bedeutendsten Malerinnen der spätosmanischen Zeit. Bekannt war sie vor allem für ihre Porträts berühmter Persönlichkeiten wie Mustafa Kemal Atatürk und Papst Benedikt XV. sowie ihre Frauenporträts.

## Leben
Mihri Müşfik Hanım wurde 1886 als Tochter eines adligen Abchasen im Istanbuler Stadtteil Kadıköy geboren. Ihr Vater war Çerkez Ahmed Rasim Pascha, ein Anatom und bedeutender Lehrer an der Militärmedizinischen Akademie. Er galt als sehr kunstinteressiert und förderte die Tochter früh. Mihri Hanıms abchasische Mutter war die Prinzessin Fatma Neședil Hanım, eine von Rasim Paschas Frauen. Ihre jüngere Schwester Enise Hanım war die Mutter der Malerin Hale Asaf. Wie viele Töchter der gehobenen osmanischen Gesellschaft erhielt auch Mihri Hanım eine westlich orientierte Bildung und interessierte sich für Literatur, Musik und Kunst. Ihre ersten Malstunden erhielt sie bei dem italienischen Maler Fausto Zonaro in dessen Atelier im Viertel Beşiktaş.
Als sich Mihri Hanım in den italienischen Direktor einer Akrobatengruppe verliebte, den sie bei Zonaro kennengelernt hatte, ging sie mit ihm nach Rom. Doch die Beziehung hielt nicht lange: Nach einem Jahr zog sie nach Paris, um in die dortige Kunstszene einzutauchen und Künstlerin zu werden. Sie lebte in einer kleinen Wohnung in Montparnasse und verdiente Geld mit Porträts. Außerdem vermietete sie einen ihrer Räume an Studenten. Einer dieser Untermieter war der Politikstudent Müşfik Selami Bey, den sie später heiratete.

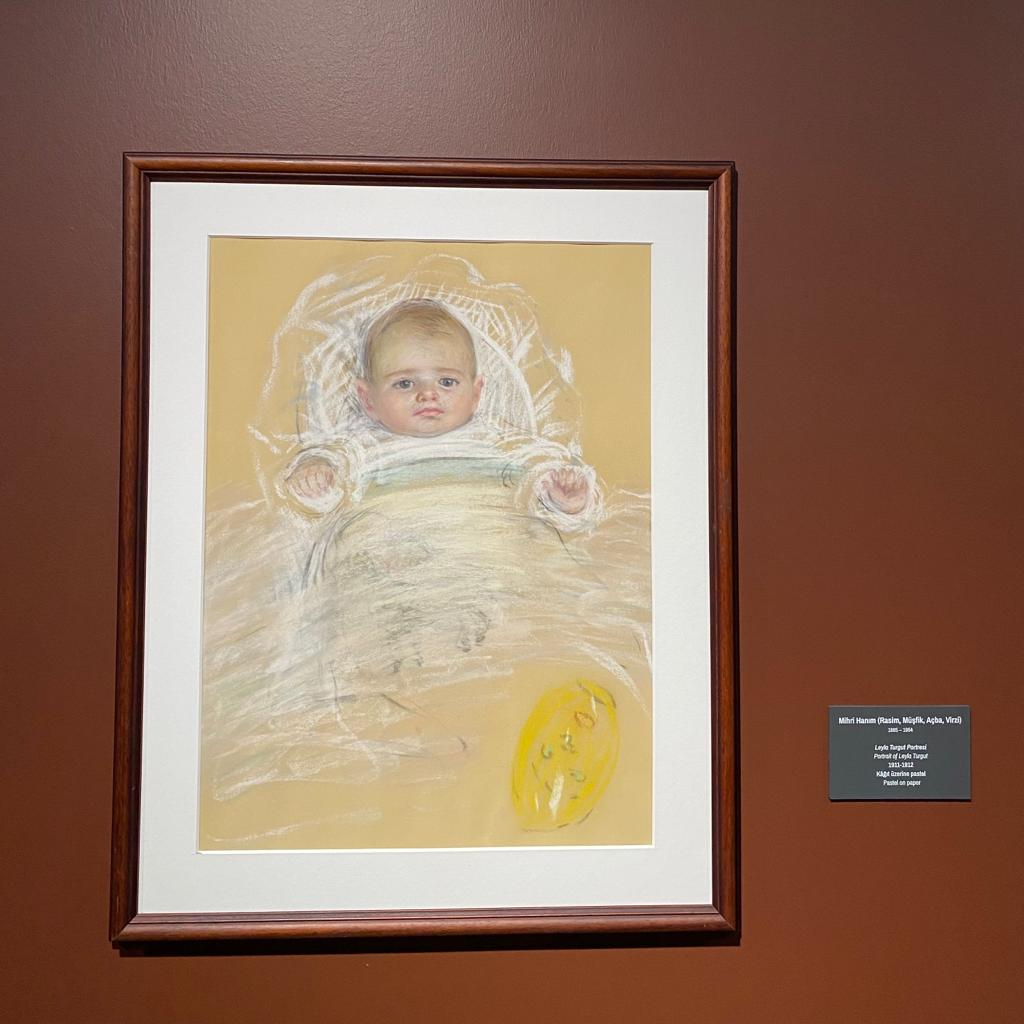
Porträt Leyla Asım Turgut 1911/12

In Paris wurde Mihri Hanım bei einem Empfang dem osmanischen Finanzminister Cavid Bey vorgestellt, der in der französischen Hauptstadt weilte, um nach den Balkankriegen ein Abkommen mit der Regierung auszuhandeln. Der Politiker scheint von der jungen Künstlerin begeistert gewesen zu sein, denn er schlug sie in einem Telegramm an den osmanischen Bildungsminister als Kunstlehrerin für die Schule für die Lehrerinnenausbildung in Istanbul vor. Sie wurde angenommen und ging deshalb 1913 nach Istanbul zurück. Als im folgenden Jahr auf ihre Initiative hin die İnas Sanayi-i Nefise Mektebi, eine Kunsthochschule für Frauen, eröffnet wurde, wechselte sie als Lehrerin dorthin und wurde später deren Leiterin. Ihre Arbeit gilt als revolutionär. Nicht nur, dass nun Frauen zu Künstlerinnen ausgebildet werden konnten, Mihri Hanıms Unterricht galt als besonders anschaulich. Sie besorgte nicht nur Frauen, die Modell saßen, sondern lieh sich auch aus dem Antikenmuseum der Stadt Skulpturen, die die Studentinnen abzeichnen sollten. Das brachte ihr aber auch Ärger ein: Als sie eine nackte männliche Skulptur mit in den Unterricht bringen wollte, protestierte die Museumsleitung. Mihri Hanım umging einen Skandal, in dem sie der Statue ein Handtuch um die Hüften schlang. Immer wieder ermunterte sie ihre Schülerinnen, den bekannten Malern in den Ateliers über die Schulter zu schauen und unter freiem Himmel zu malen.
Mihri Hanım kam in Kontakt zu dem osmanisch-türkischen Literatenzirkel Edebiyat-ı Cedîde und freundete sich mit Tevfik Fikret an. Fikrets Haus im Stadtviertel Aşiyan wurde für die junge Künstlerin zum Atelier. Die Literaten der Edebiyat-ı-Cedîde-Bewegung waren beeinflusst von französischen Literaturströmungen wie dem Realismus, den Parnassiens und dem Symbolismus. Dies beeinflusste auch Mihri Hanıms Arbeit nachdrücklich. Ihre Arbeiten sind stark von der französischen Malerei inspiriert. Für Fikret fertigte sie Illustrationen zu dessen Gedichten an, immer wieder malte sie die Protagonisten der türkischen Literaturbewegung und wurde so zu ihrer Chronistin. 
1919 flüchtete Mihri Hanım aus Istanbul. Ihre Nähe zum jungtürkischen Komitee für Einheit und Fortschritt wurde kritisiert und die Besetzung Istanbuls durch die Alliierten veränderte das Klima in der Stadt. Sie reiste nach Italien, kam aber innerhalb eines Jahres zurück und wurde wieder Lehrerin an ihrer alten Schule. 
Ende des Jahres 1922 zerbrach ihre Ehe mit Müşfik Bey. Mihri Hanım reiste erneut nach Italien, das Paar ließ sich 1923 scheiden. Sie hatte eine Affäre mit dem italienischen Dichter Gabriele D’Annunzio. Durch ihn erhielt sie die Möglichkeit, den Papst zu porträtieren und konnte bei der Restaurierung von Fresken in einer Kapelle etwas Geld verdienen. Kurz nach der Gründung der Republik ging sie in die Türkei zurück. Ihre Nähe zu den Jungtürken zahlte sich aus: Sie durfte Atatürk malen und ihm das Porträt im Çankaya Köşkü in Ankara persönlich überreichen.
In den folgenden Jahren reiste Mihri Hanım nach Rom und Paris und später in die Vereinigten Staaten (New York City, Boston, Washington, D.C. und Chicago). Wann und warum sie die Türkei verließ und in die USA reiste, ist nicht bekannt. Am 25. November 1928 vermeldet die New York Times allerdings in einem kurzen Bericht, dass eine Sammlung von Werken der Türkin in der George Maziroff Gallery zu sehen sein werde.
1938 und 1939 arbeitete Mihri Hanım als Hostess bei der Weltausstellung in New York. In dieser Zeit malte sie auch ein Porträt von Rezzan Yelman, der Ehefrau des Journalisten Ahmet Emin Yalman, der in New York lebte. Während des Zweiten Weltkriegs lebte sie von den Illustrationen, die sie für New Yorker Zeitschriften zeichnete. Nach dem Ende des Krieges verliert sich ihre Spur. Sie wurde 1954 nahezu mittellos in einem Armengrab auf Hart Island beigesetzt.

## Bedeutung
Neben der herausragenden Rolle als Lehrerin für eine junge Generation von türkischen Künstlerinnen prägte Mihri Hanım auch das Bild der osmanischen Frauen ihrer Zeit. Sie stellte die Frauen nicht mehr als orientalische Schönheiten oder Odalisken dar, sondern als emanzipierte Frauen der gehobenen Gesellschaft. Gleichzeitig spiegeln ihre Arbeiten die gesellschaftlichen Umstände der Zeit, die stark von der von Atatürk verordneten Orientierung am Westen geprägt war.